# Pattani (fiume)
Il fiume Pattani, {lingua thai แม่น้ำปัตตานี, RTGS Maenam Pattani; jawi: سوڠايڤتنا, Sungai Patani) è un fiume della Thailandia del Sud. Sull'estuario sorge l'omonima città di Pattani. Con i suoi 214 km è il fiume thailandese più lungo nella penisola malese.

## Bacino geografico
Il bacino idrografico copre una superficie di 3 805,65 km² nelle province di Yala e Pattani, nell'estremo sud del Paese. La maggior parte della popolazione che vive nel bacino del fiume, in totale 715 000 abitanti, vive nella pianura e si dedica all'agricoltura e all'allevamento di bestiame. La parte iniziale del fiume, a sud, e quella centrale si snodano tra i rilievi dei monti Titiwangsa, mentre la parte nord scorre in pianura. I principali affluenti sono lo Yaha e il Nong Chik.

## Corso
Il fiume scorre da sud a nord con molte anse. Nasce nella provincia di Yala dal fiume San Kala Khiri nei pressi dei monti San Kala Khiri e Pilo, che fanno parte della catena dei monti Titiwangsa, nei pressi del confine con la Malaysia. Nella prima parte del suo corso sono state costruite le dighe di Bang Lang, la più grande, e di Pattani, che formano due laghi artificiali ramificati. La grande diga di Bang Lang è stata la prima multi-funzionale nel sud della Thailandia, costruita per generare energia elettrica e promossa a livello turistico. Ha un'altezza di 85 metri, è lunga 422 in sommità, con un invaso di 1 420 milioni di metri cubi e fu inaugurata nel 1981 da re Rama IX. Le grandi piogge del 2014 costrinsero le autorità a far defluire acqua dalla diga di Pattani causando l'allagamento di due villaggi.
In pianura il fiume bagna la periferia della città di Yala, prosegue verso nord e per un tratto fa da confine tra le province di Pattani e Yala prima di entrare in quella di Pattani. Attraversa il distretto di Yarang, 15 km a sud di Pattani e della costa, nel quale degli scavi archeologici hanno portato alla luce rovine che si ritiene possano essere quelle della città-Stato di Langkasuka, uno dei maggiori porti commerciali dell'antichità nella regione. Per effetto della sedimentazione, le coste della penisola si trovano ora più lontane dal mare di quanto non lo fossero nell'antichità; nel caso di Langkasuka il mare era probabilmente a circa 10 km dalla città, che sorgeva su un delta formato da diversi fiumi e dai canali che già allora erano stati scavati. Il principale dei fiumi che garantiva accesso al mare era il Pattani.

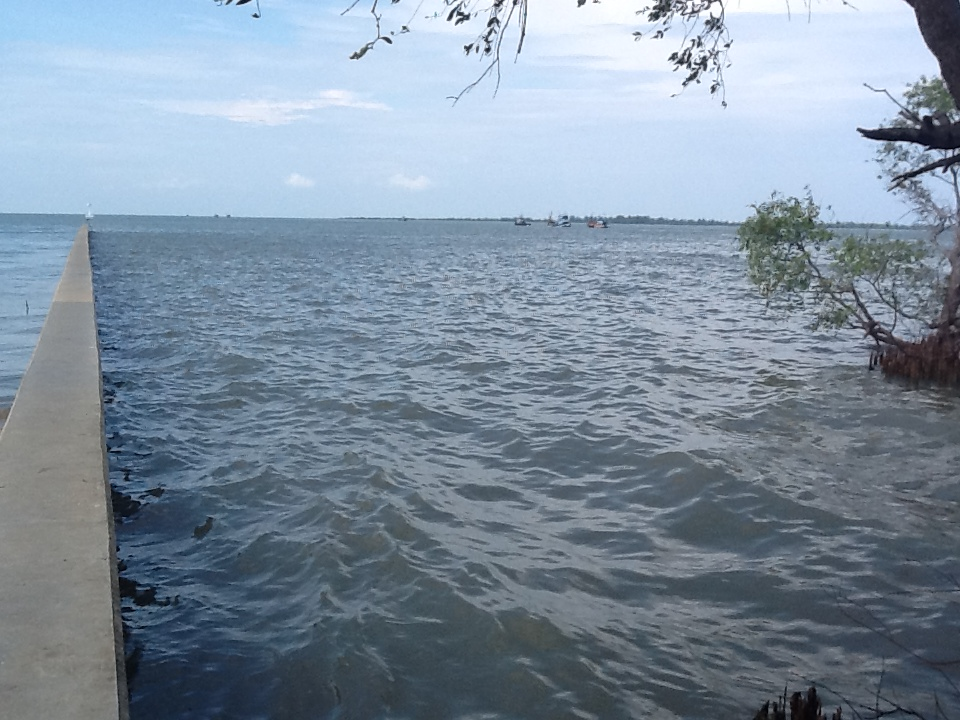
Foce del fiume a Pattani

Anche in pianura il fiume scorre formando una serie quasi ininterrotta di anse. Oltre ai molti canali scavati nell'antichità, altri ne sono stati scavati nei tempi moderni, soprattutto per far fronte alle gravi inondazioni che periodicamente affliggono la valle. La media delle precipitazioni lungo il fiume varia tra i 1 500 e i 2 000 mm all'anno. Sbocca in mare con un estuario nella città di Pattani e getta le sue acque nella baia di Pattani, nell'estremo sud-ovest del golfo del Siam. Il fiume separa la parte antica della città, che si trova a est, da quella nuova.